# امبا آلاگی
امبا آلاگی (به لاتین: Amba Alagi) یک کوه در اتیوپی است که در Debubawi Zone واقع شده‌است. امبا آلاگی ۳٬۴۳۸ متر بالاتر از سطح دریا واقع شده‌است.